# Emil Pachmayr
Emil Pachmayr, błędnie zapisywany także jako Emil Pachmayer (ur. 1882, zm. 1962) – niemiecki strzelec, mistrz świata.
Podczas swojej kariery Emil Pachmayr dwukrotnie zdobył medale na mistrzostwach świata. Dokonał tego w karabinie dowolnym stojąc z 300 m, wygrywając zawody w 1909 roku. W tej samej konkurencji został rok później wicemistrzem globu, przegrywając wyłącznie z Jeanem Reichem. Był również czterokrotnym mistrzem Niemiec.
Był związany z miastem Traunstein. Tamtejszy klub strzelecki Feuerschützen-Gesellschaft Traunstein organizował zawody strzeleckie imienia Emila Pachmayra – w 2019 roku odbyła się 49. edycja tej imprezy. Pachmayr jest także honorowym strzelcem wyborowym tegoż klubu.

## Medale mistrzostw świata
Opracowano na podstawie materiałów źródłowych:
| Mistrzostwa     | Konkurencja                   | Wynik    | Miejsce |
| --------------- | ----------------------------- | -------- | ------- |
| Hamburg 1909    | Karabin dowolny stojąc, 300 m | 334 pkt. |         |
| Loosduinen 1910 | Karabin dowolny stojąc, 300 m | 325 pkt. |         |